# Монін Андрій Сергійович
Андрій Сергійович Монін (2 липня 1921 року, Москва — 22 вересня 2007 року, Москва) — радянський і російський геофізик, океанолог, математик, фахівець з гідродинаміки. Академік Російської академії наук (2000), член-кореспондент АН СРСР (1972). Директор Інституту океанології імені П. П. Ширшова АН СРСР (1965—1987).

## Біографія
Андрій Сергійович народився 2 липня 1921 року в Москві в сім'ї доцента Московського педагогічного інституту.
1938 року вступив до механіко-математичного факультету Московського університету. Учасник німецько-радянської війни, брав активну участь у важливих роботах на кафедрі теорії ймовірностей щодо створення 1942 року таблиць бомбометання з малих висот при малих швидкостях літаків спільно з Борисом Гнєденко . 1943 року закінчив навчання й був призваний до лав Червоної армії, направлений на курси військових синоптиків при Вищому гідрометінституті Радянської армії. Служив командиром (молодший лейтенант) відділення фронтовий метеостанції 3-го Прибалтійського фронту, пройшов війну від Пскова до Риги. У травні 1945 року був відряджений до Центрального інституту прогнозів Радянської армії, прийнятий до лав КПРС. У січні наступного року демобілізований, перейшов на роботу в Центральний інститут прогнозів як науковий співробітник.
1946 року вступив до аспірантури науково-дослідного інституту математики Московського університету під науковим керівництвом Андрія Миколайовича Колмогорова. 1949 року захистив кандидатську дисертацію з «Теорії атмосферної турбулентності».
1951 року перейшов у відділ фізики атмосфери Геофізичного інституту АН СРСР, який 1955 року був перетворений на Інститут фізики атмосфери. Працював як старший науковий співробітник, завідувач відділу, науковий консультант.
1956 року захистив дисертацію на здобуття наукового ступеня доктора фізико-математичних наук на тему «Питання теорії атмосферної дифузії». 1958 року написав і направив до секретаріату ЦК КПРС лист-донос, в якому різко розкритикував майбутні вибори членів Академії наук СРСР по Відділенню фізико-математичних наук, висловив антисемітську думку про Льва Ландау та інших колег-вчених і закликав ЦК КПРС рішуче втрутитися у хід підготовки до виборів. 1963 року присвоєне вчене звання професора. 1965 року обійняв посаду Інституту океанології АН СРСР.
1972 року обраний член-кореспондентом Академії наук СРСР (1972) за відділенням океанології, фізики атмосфери і географії (океанологія). Від 1987 року завідувач лабораторією синоптичних процесів. 1992 року підписав «Попередження людству». Іноземний член Національної академії наук США (1976), іноземний почесний член Американської академії мистецтв і наук (1973), почесний доктор Гетеборзького університету.
2000 року був обраний академіком Російської академії наук.
Андрій Сергійович Монін помер 22 вересня 2007 року. Похований на Троєкуровському кладовищі в Москві.

## Наукові праці
Областю наукових інтересів Андрія Сергійовича була гідродинаміка океану, її дрібно- та великомасштабні процеси, геофізична гідродинаміка (створив російську наукову школу геофізичної гідродинаміки). Процесам взаємодії океану і атмосфери, теорії клімату Монін присвятив ряд фундаментальних праць, організував унікальні роботи моделювання таких процесів. Також організував у СРСР роботи по чисельного моделювання атмосфери Землі і Венери. В області механіки турбулентності ним отримано ряд фундаментальних результатів і створена теорія подібності для турбулентності в стратифікованих рідинах, що стала базою численних робіт в даній області. На цій основі побудовані численні теорії: турбулентності в прилеглому шарі атмосфери з відповідними законами опору; теплообміну і вологообміну; спектру турбулентності; турбулентної дифузії; океанічної турбулентності.
Андрій Сергійович — автор фундаментальних праць з прогнозу погоди, теорії клімату, проблем гідродинаміки океану (турбулентність, мікроструктура, поверхневі і внутрішні хвилі, синоптичні вихори, меандри, ринги, загальна циркуляція), теорії еволюції надр Землі.
Андрій Сергійович Монін був автором і співавтором 45 книжок, написав понад 500 наукових статей.
- (рос.) Монин А. С., Яглом А. М.  — М. : Наука, 1965—1967. Архівовано з джерела 17 квітня 2021 — у 1971—1975 роках вийшло друге доповнене й перероблене видання англійською мовою, пізніше японською. Останнє прижеттеєве перевидання було здійснено 2007 року.
- (рос.) Монин А. С.  — М. : Наука, Гл. ред. физ.-мат. лит, 1969. — 184 с. — 4200 прим. Архівовано з джерела 17 квітня 2021
- (рос.) Монин А. С. Вращение Земли и климат. — Л. : Гидрометеоиздат, 1972. — 112 с.
- (рос.) Монин А. С., Каменкович В. М., Корт В. Г.  — Л. : Гидрометеоиздат, 1974. — 264 с. Архівовано з джерела 18 квітня 2021
- (рос.) Монин А. С. История Земли / Отв. ред. С. С. Зилитинкевич. — Л. : Гидрометеоиздат, 1977. — 228 с. — 10000 прим.
- (рос.) Монин А. С., Шишков Ю. А. История климата. — Л. : Гидрометеоиздат, 1979. — 408 с. — 8800 прим.
- (рос.) Монин А. С., Озмидов Р. В.  — Л. : Гидрометеоиздат, 1981. — 320 с. Архівовано з джерела 19 квітня 2021
- (рос.) Монин А. С. Введение в теорию климата. — Л. : Гидрометеоиздат, 1982. — 248 с.
- (рос.) Каменкович В. М., Кошляков М. Н., Монин А. С. Синоптические вихри в океане. — Л. : Гидрометеоиздат, 1982. — 264 с.
- (рос.) Монин А. С., Сорохтин О. Г. Перспективы развития современной геологии: Геологическая теория и полезные ископаемые. — М. : Знание, 1983. — (Науки о Земле. 1983. № 12: Новое в жизни, науке и технике)
- (рос.) Монин А. С., Красицкий В. П.  — Л. : Гидрометеоиздат, 1985. — 376 с. Архівовано з джерела 18 квітня 2021
- (рос.) Теоретические основы геофизической гидродинамики. — М., 1988.
- (рос.) Монин А. С., Гордеев В. В. Амазония / Отв. ред. С. М. Кашин; АН СССР, Ин-т океанологии им. П. П. Ширшова. — М. : Наука, 1988. — 216 с. — ISBN 5-02-003331-6.
- (рос.) Монин А. С., Полубаринова-Кочина П. Я., Хлебников В. И. Космология. Гидродинамика. Турбулентность: А. А. Фридман и развитие его научного наследия. — М. : Наука, Гл. ред. физ.-мат. лит, 1989. — 328 с. — ISBN 5-02-014204-2.
- (рос.) Пределы предсказуемости. — М., 1997.
- (рос.) Монин А. С., Корчагин Н. Н. Десять открытий в физике океана. — М., 2008.

## Нагороди і відзнаки
Андрій Сергійович Монін лауреат численних премій і нагород. За участь у війні нагороджений 12 медалями, в тому числі «За бойові заслуги», «За оборону Москви».
- 1971 — орден Жовтневої Революції[4].
- 1975 — орден Трудового Червоного Прапора[13].
- 1985 — орден Вітчизняної війни II ступеня.
- 1980 — державна премія СРСР в галузі науки.
- 1981 — орден Трудового Червоного Прапора[13].
- 1986 — премія імені Ю. М. Шокальского.
- 1993 — премія імені О. О. Фрідмана.
- 1999 — орден Дружби[14].